# Красный Пахарь (Углегорский городской совет)
Кра́сный Па́харь (укр. Красний Пахар) / Ступаково (укр. Ступакове) — посёлок, входит в Углегорский городской совет Бахмутского района Донецкой области Украины. Находится под контролем самопровозглашённой Донецкой Народной Республики.

## География

#### Соседние населённые пункты по странам света
С: Грозное
СЗ: город Углегорск
СВ: Булавино
З: Каютино
В: Савелевка
ЮЗ: Александровское
ЮВ: Булавинское
Ю: Прибрежное

## Население
Население по переписи 2001 года составляло 58 человек.

## История
До 11 декабря 2014 года входил в Енакиевский городской совет. В 2014 году посёлок переподчинен Артёмовскому району.
Посёлок пострадал в феврале 2015 года в ходе войны на Донбассе. К 10 февраля 2015 года перешёл под контроль Донецкой народной республики.
14 июля 2016 года Верховная Рада Украины присвоила посёлку название Ступаково в рамках кампании по декоммунизации на Украине. Название присвоено в честь лейтенанта 25-го отдельного мотопехотного батальона ВСУ Ивана Ступака, погибшего 29 января 2015 года в боях за Дебальцево. Переименование не было признано властями самопровозглашенной ДНР. 

## Местный совет
86481, Донецкая область, Бахмутский район, Углегорский городской совет, город Углегорск, ул. Больничная, 2; тел. 7-04-07. Телефонный код — 8-06252.